# Баженова, Зинаида Васильевна
Зинаида Васильевна Баженова (2 октября 1905, Новониколаевск — 22 января 1987, Москва) — художница декоративно-прикладного искусства, скульптор, фарфорист, член Союза художников СССР.

## Биография

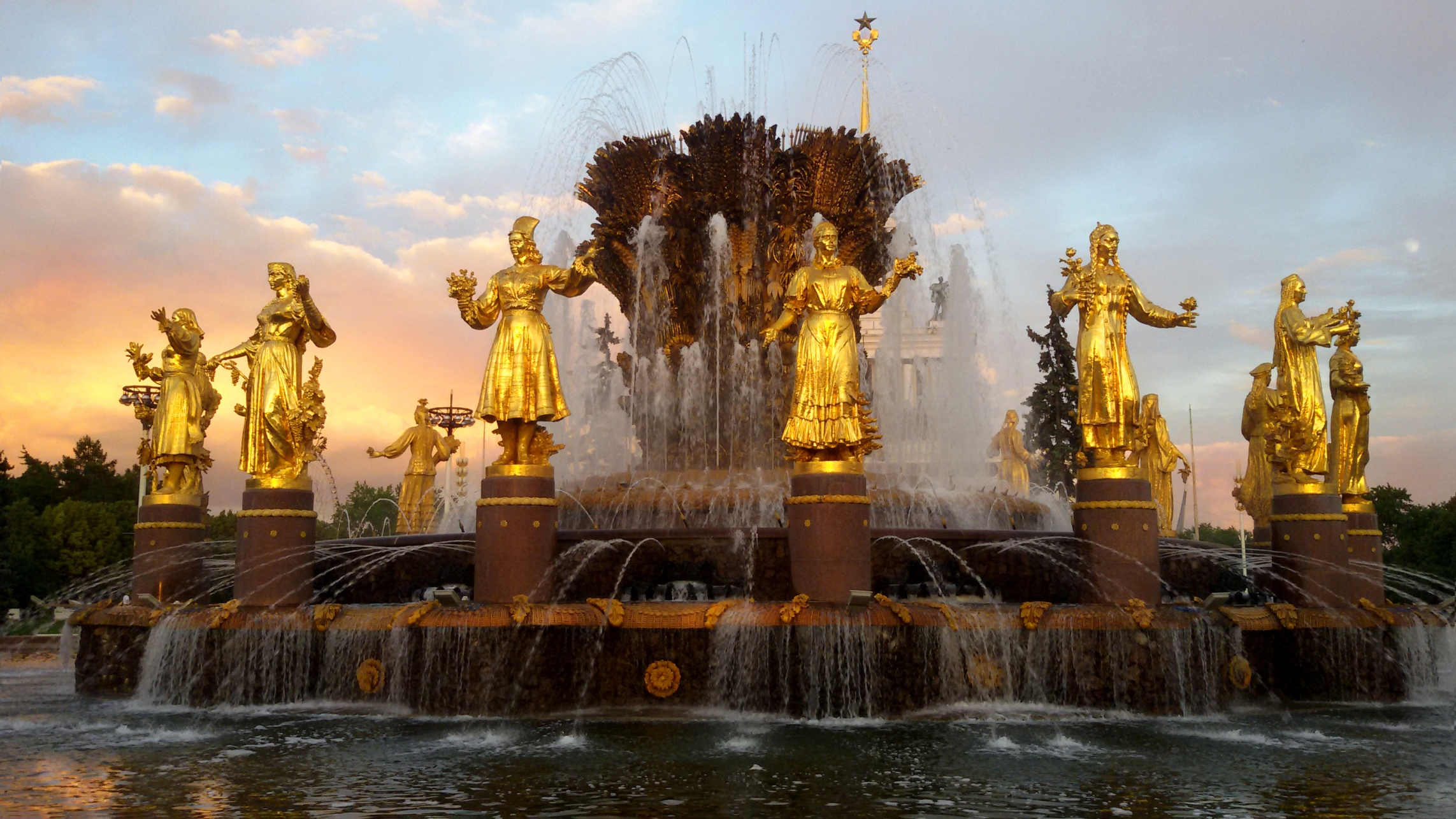
Фонтан Дружба народов, ВДНХ

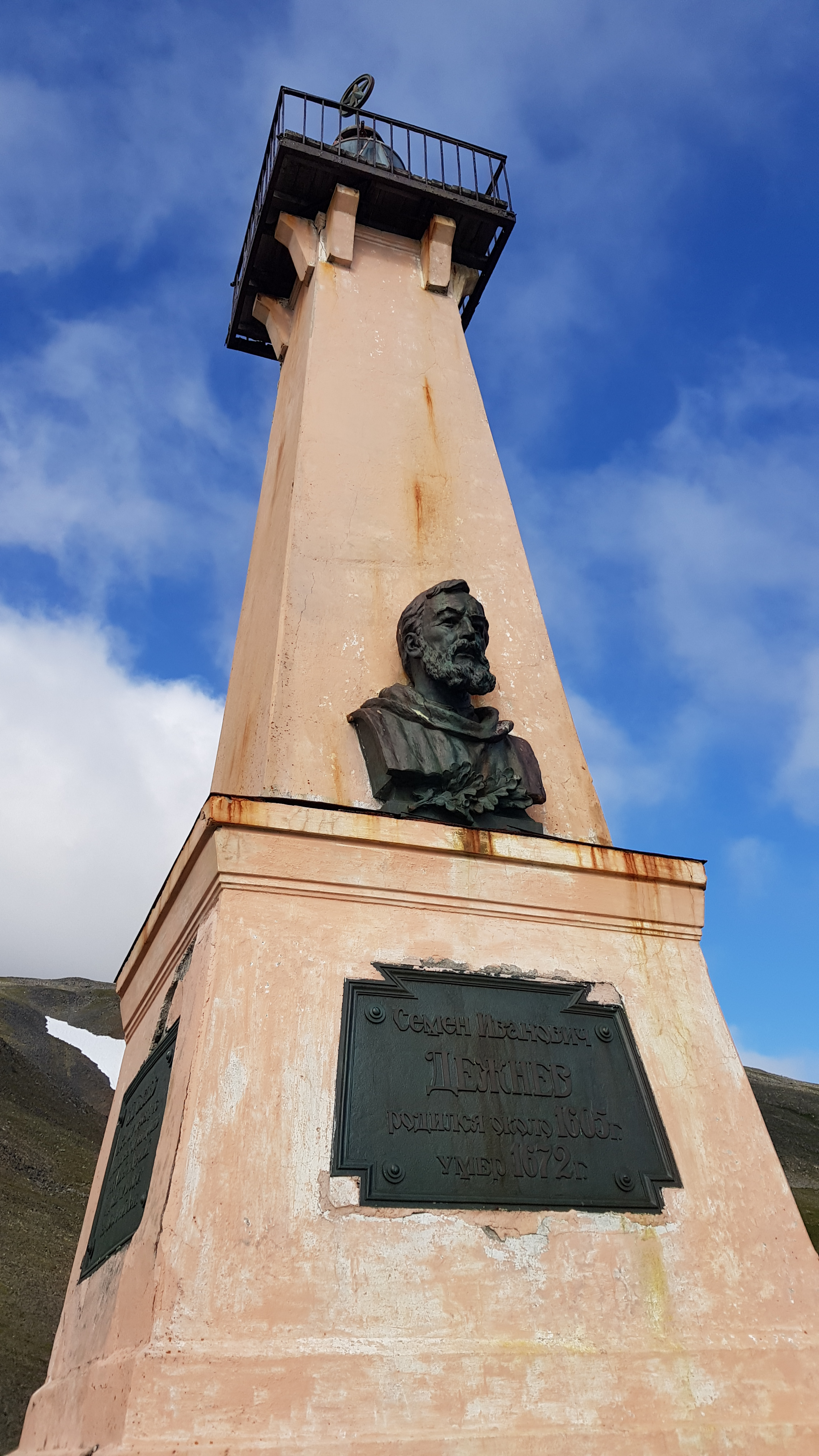
Памятник Семёну Дежнёву, Мыс Дежнёва, Чукотка

Зинаида Баженова родилась 2 октября 1905 года в Новониколаевске. В 1924—1928 годах училась в Свердловском художественно-промышленном техникуме. С 1928 по 1930 год училась в Москве во Вхутеине у В. И. Мухиной, а с 1930 по 1932 год — в Ленинграде в Институте пролетарского изобразительного искусства у А. Т. Матвеева и В. А. Синайского. С 1933 года участвовала в художественных выставках. В 1950—1951 годах преподавала в Московском институте прикладного и декоративного искусства, где среди её учеников была скульптор-фарфорист О. С. Артамонова.
Зинаида Баженова автор таких скульптур, как Бюст Семёна Дежнёва на Мысе Дежнёва, бюст Славянова Николая Гавриловича в городе Пермь, а также 5 аллегорических фигур («Латвия», «Узбекистан», «Казахстан», «Азербайджан», «Туркмения») у фонтана Дружба народов на ВДНХ в городе Москва. Работы художницы находятся во многих музейных и частных собраниях, в том числе в Государственной Третьяковской галерее (ГТГ), Государственном музее керамики, «Усадьбе Кусково XVIII века», Музее-Заповеднике Абрамцево, Пермской государственной художественной галерее.
Зинаида Баженова жила в Москве по адресу: Беговая улица, дом 9. Умерла 22 января 1987 года. Похоронена на Новом Донском кладбище в Москве.

## Семья
Зинаида Баженова была одним из 5 детей в семье. Младший брат, пропал после Великой Отечественной войны под Сталинградом. Сестра Прасковья Баженова жила в Туле. Муж Зинаиды Баженовой — Телятников Абрам Петрович, (1898—1979), член Союза художников СССР. Родных детей у Зинаиды Баженовой не было.